# マルク・ロセ
マルク・ロセ（Marc Rosset、1970年11月7日 - ）は、スイス・ジュネーヴ出身の元男子プロテニス選手。1992年バルセロナ五輪男子シングルスの金メダルを獲得した選手である。4大大会でも、1992年全仏オープン男子ダブルスでヤコブ・ラセクとペアを組んで優勝した。身長200cm、体重88kg。自己最高ランキングはシングルス9位、ダブルス8位。右利き、バックハンド・ストロークは両手打ち。バルセロナ五輪の金メダルを含めて、ATPツアーでシングルス15勝、ダブルス8勝を挙げた。

## 来歴
1988年にプロ入り。1989年8月に地元のジュネーヴ・オープンでプロ初優勝を果たし、1990年から男子テニス国別対抗戦デビスカップスイス代表選手になる。1992年全仏オープン男子ダブルスで同じスイスのヤコブ・ラセクとペアを組んで優勝し、スイスの選手として初のグランドスラム優勝を果たした。同年のバルセロナ五輪では、3回戦で第1シードのジム・クーリエを、準決勝で同年のウィンブルドン選手権準優勝者ゴラン・イワニセビッチを破って決勝に進出する。決勝ではスペインのホルディ・アレッセと7-6, 6-4, 3-6, 4-6, 8-6の激戦を制し、金メダルを獲得した。この年、ロセとラセクはデビスカップスイス代表を初の決勝に導いたが、アメリカに1勝3敗で敗れた。
ロセの4大大会男子シングルス自己最高成績は1996年全仏オープンベスト4だが、この時は準決勝でミヒャエル・シュティヒに3-6, 4-6, 2-6で敗れた。それから2年後の1998年全米オープンで1回戦敗退に終わった後、ニューヨークから故国スイスへの帰国便の飛行機を予定より1便遅らせた。彼が乗る予定だった飛行機が、1998年9月2日のスイス航空111便墜落事故で乗員229名全員が死亡する惨事に遭った。そのため、ロセは命拾いをする形になったのである。
ロセは2003年までデビスカップスイス代表として出場を続けたが、最後の年にはロジャー・フェデラーとペアを組み、ワールドグループ準々決勝のフランス戦と準決勝のオーストラリア戦に出場した。こうして彼のデビスカップ通算対戦成績は、スイス代表歴代2位の「37勝21敗(シングルス24勝13敗／ダブルス13勝8敗)」となった。2002年9月から2005年3月まで、ロセはスイス代表監督を務めたが、一時は出場選手とチーム監督を兼任したこともある。
マルク・ロセは2005年10月に35歳で現役引退を表明した。

## ATPツアー決勝進出結果

### シングルス: 23回 (15勝8敗)
| 大会グレード                                  |
| グランドスラム (0-0)                          |
| テニス・マスターズ・カップ (0-0)              |
| オリンピック (1-0)                            |
| ATPマスターズシリーズ (0-1)                   |
| ATPインターナショナルシリーズ・ゴールド (2-3) |
| ATPインターナショナルシリーズ (12–4)          |

| サーフェス別タイトル |
| ハード (4–3)         |
| クレー (3-2)         |
| 芝 (1-0)             |
| カーペット (7-3)     |

| 結果   | No. | 決勝日         | 大会                 | サーフェス        | 対戦相手                     | スコア                     |
| ------ | --- | -------------- | -------------------- | ----------------- | ---------------------------- | -------------------------- |
| 優勝   | 1.  | 1989年9月17日  | ジュネーヴ           | クレー            | ギリェルモ・ペレス・ロルダン | 6–4, 7–5                   |
| 準優勝 | 1.  | 1990年4月6日   | マドリード           | クレー            | アンドレス・ゴメス           | 6–3, 7–6                   |
| 準優勝 | 2.  | 1990年5月27日  | ボローニャ           | クレー            | リチャード・フロムバーグ     | 4–6, 6–4, 7–6              |
| 優勝   | 2.  | 1990年10月22日 | リヨン               | カーペット (室内) | マッツ・ビランデル           | 6–3, 6–2                   |
| 優勝   | 3.  | 1992年8月3日   | バルセロナ五輪       | クレー            | ホルディ・アレッセ           | 7–6(2), 6–4, 3–6, 4–6, 8–6 |
| 優勝   | 4.  | 1992年11月16日 | モスクワ             | カーペット (室内) | カール＝ウーベ・シュテープ   | 6–3, 6–2                   |
| 優勝   | 5.  | 1993年2月8日   | マルセイユ           | カーペット (室内) | ヤン・シーメリンク           | 6–2, 7–6(1)                |
| 優勝   | 6.  | 1993年8月30日  | ロングアイランド     | ハード            | マイケル・チャン             | 6–4, 3–6, 6–1              |
| 優勝   | 7.  | 1993年11月15日 | モスクワ             | カーペット (室内) | パトリック・キューネン       | 6–4, 6–3                   |
| 優勝   | 8.  | 1994年2月7日   | マルセイユ           | カーペット (室内) | アルノー・ブッチ             | 7–6(6), 7–6(4)             |
| 準優勝 | 3.  | 1994年8月20日  | ニューヘイブン       | ハード            | ボリス・ベッカー             | 6–3, 7–5                   |
| 優勝   | 9.  | 1994年10月24日 | リヨン               | カーペット (室内) | ジム・クーリエ               | 6–4, 7–6(2)                |
| 準優勝 | 4.  | 1994年11月6日  | パリ                 | カーペット (室内) | アンドレ・アガシ             | 3–6, 3–6, 6–4, 5–7         |
| 優勝   | 10. | 1995年4月24日  | ニース               | クレー            | エフゲニー・カフェルニコフ   | 6–4, 6–0                   |
| 優勝   | 11. | 1995年6月26日  | ハーレ               | 芝                | ミヒャエル・シュティヒ       | 3–6, 7–6(11), 7–6(8)       |
| 準優勝 | 5.  | 1996年3月3日   | ミラノ               | カーペット (室内) | ゴラン・イワニセビッチ       | 3–6, 6–7(3)                |
| 優勝   | 12. | 1997年2月24日  | アントワープ         | ハード (室内)     | ティム・ヘンマン             | 6–2, 7–5, 6–4              |
| 準優勝 | 6.  | 1997年9月14日  | タシュケント         | ハード            | ティム・ヘンマン             | 7–6(2), 6–4                |
| 準優勝 | 7.  | 1998年2月15日  | サンクトペテルブルク | カーペット (室内) | リカルト・クライチェク       | 4–6, 6–7(5)                |
| 準優勝 | 8.  | 1998年2月22日  | アントワープ         | ハード (室内)     | グレグ・ルーゼドスキー       | 6–7(3), 6–3, 1–6, 4–6      |
| 優勝   | 13. | 1999年2月15日  | サンクトペテルブルク | カーペット (室内) | ダーヴィト・プリノジル       | 6–3, 6–4                   |
| 優勝   | 14. | 2000年2月14日  | マルセイユ           | ハード (室内)     | ロジャー・フェデラー         | 2–6, 6–3, 7–6(5)           |
| 優勝   | 15. | 2000年10月22日 | ロンドン             | ハード (室内)     | エフゲニー・カフェルニコフ   | 6–4, 6–4                   |

### ダブルス: 11回 (8勝3敗)
| 結果   | No. | 決勝日         | 大会               | サーフェス        | パートナー               | 対戦相手                                          | スコア        |
| ------ | --- | -------------- | ------------------ | ----------------- | ------------------------ | ------------------------------------------------- | ------------- |
| 優勝   | 1.  | 1991年9月15日  | ジュネーヴ         | クレー            | セルジ・ブルゲラ         | ペール・ヘンリクソン オラ・ヨンソン               | 3–6, 6–3, 6–3 |
| 優勝   | 2.  | 1992年1月6日   | アデレード         | ハード            | ゴラン・イワニセビッチ   | マーク・クラッツマン ジェイソン・ストルテンバーグ | 7–6, 7–6      |
| 優勝   | 3.  | 1992年5月18日  | ローマ             | クレー            | ヤコブ・ラセク           | ウェイン・フェレイラ マーク・クラッツマン         | 6–4, 3–6, 6–1 |
| 優勝   | 4.  | 1992年6月8日   | 全仏オープン       | クレー            | ヤコブ・ラセク           | デイヴィッド・アダムズ アンドレイ・オルホフスキー | 7–6, 6–7, 7–5 |
| 準優勝 | 1.  | 1992年6月13日  | シュトゥットガルト | クレー            | ハビエル・サンチェス     | グレン・レイエンデッカー バイロン・タルボット     | 6–4, 3–6, 4–6 |
| 優勝   | 5.  | 1992年10月26日 | リヨン             | カーペット (室内) | ヤコブ・ラセク           | ニール・ブロード ステファン・クルーガー           | 6–1, 6–3      |
| 優勝   | 6.  | 1993年7月12日  | グシュタード       | クレー            | セドリック・ピオリーン   | ヘンドリク・ヤン・ダーヴィッツ ピート・ノーバル   | 6–3, 3–6, 7–6 |
| 準優勝 | 2.  | 1995年7月10日  | グシュタード       | クレー            | アルノー・ブッチ         | ルイス・ロボ ハビエル・サンチェス                 | 7–6, 6–7, 6–7 |
| 優勝   | 7.  | 1997年10月5日  | バーゼル           | カーペット (室内) | ティム・ヘンマン         | カールステン・ブラーシュ ジム・グラブ             | 7–6, 6–7, 7–6 |
| 優勝   | 8.  | 1999年9月20日  | タシュケント       | ハード            | オレグ・オゴロドフ       | マーク・ケイル ロレンツォ・マンタ                 | 7–6, 7–6      |
| 準優勝 | 3.  | 2004年7月11日  | グシュタード       | クレー            | スタニスラス・ワウリンカ | リーンダー・パエス ダビド・リクル                 | 4–6, 2–6      |

## 4大大会シングルス成績
略語の説明
| W | F | SF | QF | #R | RR | Q# | LQ | A | Z# | PO | G | S | B | NMS | P | NH |

W=優勝, F=準優勝, SF=ベスト4, QF=ベスト8, #R=#回戦敗退, RR=ラウンドロビン敗退, Q#=予選#回戦敗退, LQ=予選敗退, A=大会不参加, Z#=デビスカップ/BJKカップ地域ゾーン, PO=デビスカップ/BJKカッププレーオフ, G=オリンピック金メダル, S=オリンピック銀メダル, B=オリンピック銅メダル, NMS=マスターズシリーズから降格, P=開催延期, NH=開催なし.
| 大会           | 1990 | 1991 | 1992 | 1993 | 1994 | 1995 | 1996 | 1997 | 1998 | 1999 | 2000 | 2001 | 2002 | 2003 | 2004 | 通算成績 |
| -------------- | ---- | ---- | ---- | ---- | ---- | ---- | ---- | ---- | ---- | ---- | ---- | ---- | ---- | ---- | ---- | -------- |
| 全豪オープン   | 1R   | 1R   | 4R   | A    | 3R   | 1R   | A    | 2R   | 2R   | QF   | 2R   | 2R   | A    | 1R   | A    | 13–11    |
| 全仏オープン   | 2R   | 1R   | 1R   | 2R   | 1R   | 2R   | SF   | 4R   | 1R   | 1R   | 2R   | 1R   | A    | 1R   | LQ   | 12–13    |
| ウィンブルドン | 3R   | 1R   | 3R   | 1R   | 2R   | 1R   | 3R   | 2R   | 2R   | 2R   | 4R   | 1R   | 2R   | 1R   | A    | 14–14    |
| 全米オープン   | 1R   | 1R   | 1R   | 1R   | 3R   | 4R   | 1R   | 1R   | 1R   | 1R   | 2R   | 1R   | 1R   | LQ   | A    | 6–13     |